# Programma Vostok

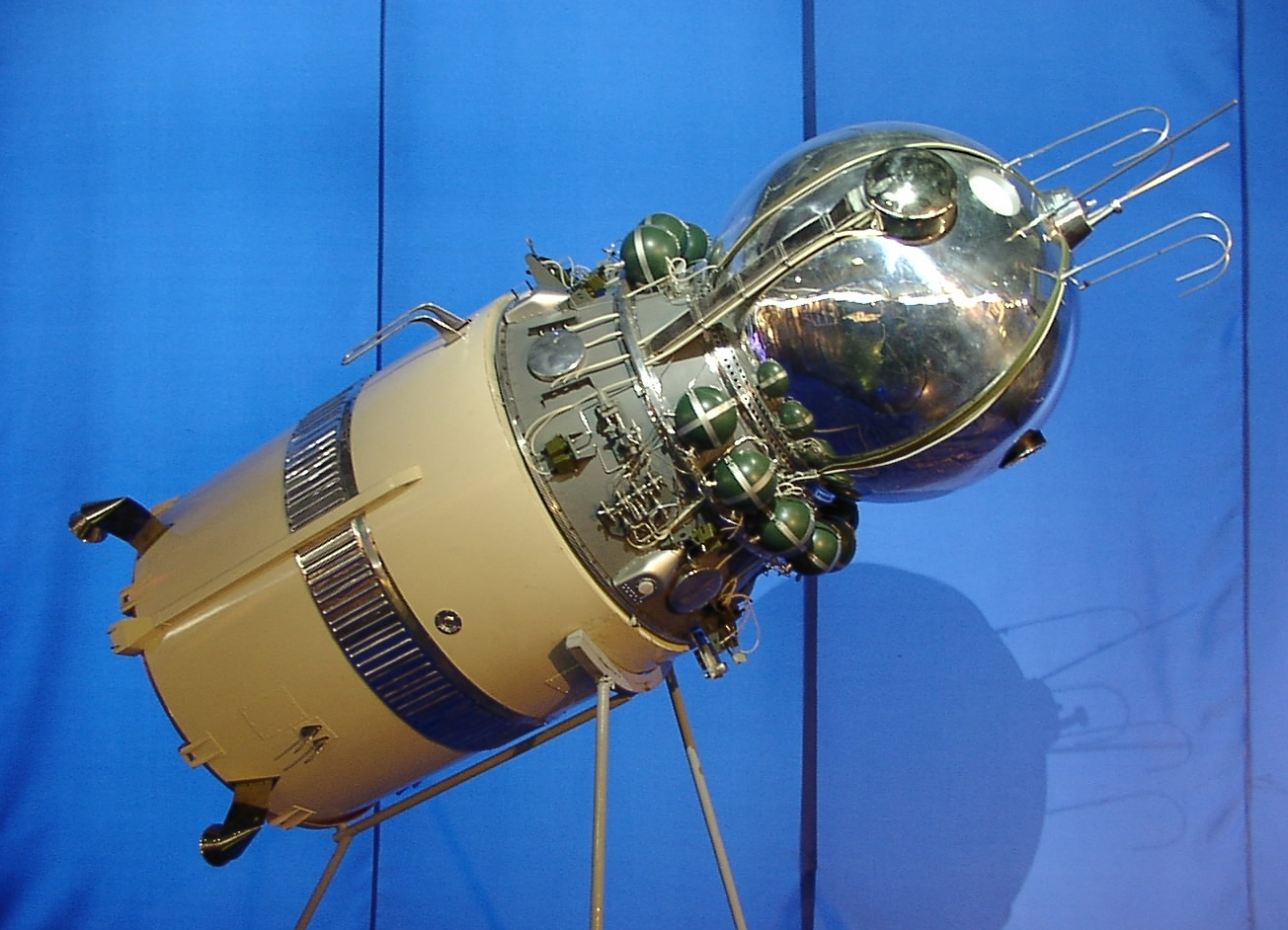
Modello di navicella Vostok

Il Programma Vostok (in russo Восток?, lett. "Oriente") fu il primo progetto sovietico di missioni spaziali umane che riuscì, per la prima volta nella storia, a portare un uomo nello spazio. Durante il programma fu sviluppata la navicella Vostok e vennero adattati dei missili ICBM, che diventarono i razzi Vostok. La serie di prototipi Vostok, portò in orbita almeno cinque animali e un manichino, oltre a Jurij Gagarin.
- Sputnik 4 (Korabl-Sputnik 1)
- Sputnik 5 (Korabl-Sputnik 2)
- Sputnik 6 (Korabl-Sputnik 3)
- Sputnik 9 (Korabl-Sputnik 4)
- Sputnik 10 (Korabl-Sputnik 5)

Negli anni dal 1961 al 1963 furono eseguite sei missioni equipaggiate. Il 12 aprile 1961, Jurij Gagarin divenne il primo essere umano a volare nello spazio a bordo della Vostok 1. Valentina Tereškova, volando a bordo di Vostok 6 il 16 giugno 1963, fu la prima donna a raggiungere lo spazio. Ogni singola missione equipaggiata di questo programma rappresentò il raggiungimento di un importante traguardo nell'esplorazione spaziale:
- Vostok 1: Primo volo spaziale umano;
- Vostok 2: Primo giorno completo trascorso nello spazio;
- Vostok 3 e Vostok 4: Primo volo in coppia;
- Vostok 5: Volo in solitaria più lungo;
- Vostok 6: Prima donna nello spazio.

(anche la Vostok 5 e la Vostok 6 volarono in coppia)
Le capsule spaziali Vostok erano state costruite esclusivamente monoposto. Erano lanciate mediante il razzo vettore omonimo e portate su una traiettoria d'orbita terrestre relativamente bassa. Sia la durata massima di una missione nonché, in particolar modo, la possibilità di pilotaggio della capsula da parte del cosmonauta, erano decisamente ristrette.
Altri sette Vostok erano stati originariamente programmati fino all'aprile 1966, ma furono cancellati per intensificare la rincorsa alla Luna.
Infatti, per puntare a tale obiettivo fu necessario concepire nuove capsule spaziali, che erano sì costruite in maniera analoga, però decisamente più grandi e più pesanti. Tale programma venne denominato Programma Voschod.
Le restanti capsule Vostok furono impegnate quale base per lanciare diversi satelliti artificiali della serie Cosmos impegnati per scopi civili e militari e, a partire dal 1985, ufficialmente denominati Foton.

## Storia
Il programma sovietico Vostok, che successivamente fu valutato come risposta diretta al programma della NASA Man in Space Soonest, fu una prima apoteosi della corsa verso lo spazio dei primi anni sessanta del XX secolo. Tramite lo sviluppo di una semplice capsula spaziale, costruita su una base di progetti militari già precedentemente sviluppati per sonde non equipaggiate, l'Unione Sovietica fu in grado di portare il primo essere umano nello spazio diversi mesi prima degli Stati Uniti d'America.

## Dati tecnici
La navicella spaziale Vostok era composta da due elementi principali: la capsula di forma sferica (diametro 2,3 m, volume 1,6 m³, massa 2,46 t) per ospitare un singolo cosmonauta, la strumentazione di pilotaggio, il sistema di evacuazione e una sezione di forma biconica (diametro 2,43 m, lunghezza 2,25 m, massa 2,27 t) contenente la strumentazione, i retrorazzi frenanti e il carburante.
Faceva ritorno a terra esclusivamente la capsula sferica, la quale era dotata di uno strato di cemento amianto di spessore fino a 18 cm in qualità di scudo termico. Il complesso aveva dunque una massa di 4,73 t e una lunghezza di 4,41 m. Esso era assemblato al "blocco E" (ultimo stadio del razzo vettore o meglio del lanciatore) del peso di 6,17 t. Vostok unitamente al "blocco E" raggiungeva 7,35 m.
La capsula era dotata di 3 portelli relativamente grandi in quanto avevano un diametro di 1,2 m e che erano usati per l'ingresso del cosmonauta, il lancio del paracadute e per il montaggio dei singoli strumenti. Esistevano ulteriori tre portelli del diametro di 25 cm che venivano impegnati per l'osservazione terrestre, aiuto per la navigazione, nonché come visiera ottica (chiamato "Wsor"). Tali portelli potevano essere chiusi durante la fase di rientro in atmosfera mediante piccole apposite tendine. I componenti e strumenti tecnici e scientifici della capsula, che in totale avevano una massa di circa 800 chilogrammi, erano principalmente sistemi di telemetria e di comunicazione, nonché il paracadute che frenava l'atterraggio della capsula. Il cosmonauta era seduto su un seggiolino eiettabile con il quale veniva catapultato dalla capsula poco prima dell'atterraggio. Il motivo per cui venne adottata questa soluzione fu che la capsula sferica era esclusivamente in grado di atterrare balisticamente: questo avrebbe significato per il cosmonauta dover sostenere una pressione pari a 10 g. Inoltre tale fatto comportava che risultava alquanto difficile frenare la capsula sufficientemente prima dell'impatto a terra. Per garantire la sicurezza della vita del cosmonauta si ritenne pertanto di fondamentale importanza procedere con il sistema di atterraggio descritto, lasciandolo atterrare separatamente con l'apposito paracadute.
Il seggiolino eiettabile venne usato pure come sistema di sicurezza in caso di malfunzionamento del razzo vettore sulla rampa di lancio, nonché durante i primi secondi di volo. Infatti tale seggiolino era in grado di portare il cosmonauta a una distanza tale da garantire che non fosse più direttamente esposto alla zona di pericolo. Nella capsula vi erano condizioni di atmosfera identiche a quella terrestre. I programmi originali, identici da questo punto di vista a quelli statunitensi, avevano previsto l'uso di ossigeno puro, però ben presto furono modificati per via dell'enorme rischio di incendio associato.
Durante la fase di volo, la parte posteriore della navicella spaziale (quella relativa agli strumenti) rimaneva collegata alla capsula sferica mediante quattro nastri di gomma. Alla fine della combustione del carburante disponibile per il congegno propulsore nonché all'avviamento della procedura di rientro, tale parte della navicella veniva staccata mediante una piccola esplosione. Il congegno propulsore usato fu del tipo TDU-1 sviluppato da Issajev funzionante mediante acido nitrico e un carburante a base amminica. Bruciando per 45 secondi fu in grado di sviluppare una spinta pari a 15,83 kN. La possibilità di manovrare la capsula nel vuoto dello spazio era assicurata da 2 x 16 ugelli d'azoto collegati a sensori infrarossi. Per l'alimentazione della navicella spaziale, come pure per tutti i sistemi compresa la capsula stessa, erano montati all'esterno 14 contenitori contenenti gas in pressione: ossigeno, azoto e aria pura. Come fonte di energia primaria (e unica) venne utilizzato un accumulatore elettrico costituito da una batteria chimica che garantiva un funzionamento e un'alimentazione di 10 giorni.

## Sviluppo
Le radici tecnologiche all'origine dell'esplorazione spaziale sovietica furono ovviamente nel settore militare-industriale. Ciò fu da sempre chiaro per tutti i costruttori coinvolti, primo tra tutti Sergej Pavlovič Korolëv, il quale aveva intuito di non avere nessuna possibilità di finanziamento, o sostegno da parte del regime nel caso i progetti avessero avuto esclusivamente fini civili. Pertanto fu particolarmente l'industria d'armamento militare a svolgere un ruolo decisivo per garantire la presenza sovietica nello spazio.
L'OKB-1, cioè l'ufficio costruzioni di Korolëv, ottenne nel 1956 l'incarico di sviluppare un satellite artificiale in grado di scattare immagini fotografiche per la ricognizione e lo spionaggio, ufficialmente corrente sotto la denominazione di progetto Zenit. Fu programmato che il satellite Zenit non trasmettesse direttamente le immagini (a causa dell'allora scarsa possibilità ed enorme difficoltà di trasmissione), bensì che tutte le immagini scattate venissero ritrasportate a terra mediante una piccola capsula per essere successivamente sviluppate e valutate da chi di competenza. Un sistema analogo venne adottato dagli Stati Uniti d'America durante l'uso dei satelliti artificiali di ricognizione Keyhole. Con l'avvio di questo programma, cioè con largo anticipo sul programma Sputnik, fu palese la strumentalizzazione dell'esplorazione spaziale quale arma diretta (spionaggio) come pure indiretta (propaganda) da impegnare durante la guerra fredda.
Tale fatto condizionò l'allora primo ministro Chruščëv a dare a tutto il programma di esplorazione spaziale l'assoluta priorità, per renderlo utile sia dal punto di vista militare sia tecnico e, in particolare, per garantire a ogni costo risultati positivi il più presto possibile e a ogni condizione. Con ciò, la possibilità di portare l'uomo nello spazio - idea già lanciata parecchi anni prima - divenne sempre più concreta e fattibile, assumendo sempre più la parte dominante di tutti i progetti collegati ai programmi di volo nello spazio. Nell'estate del 1956 venne dunque ufficialmente dato l'incarico a Korolëv di sviluppare una capsula spaziale da equipaggiare con un uomo, programma che sin dall'inizio venne denominato Vostok. La fase di progettazione più concreta e intensa cominciò per Korolëv e i suoi collaboratori nei primi mesi dell'anno 1958. Circa nello stesso periodo furono comunque gli Stati Uniti d'America ad annunciare con assoluta fierezza che entro pochi mesi sarebbero stati loro la prima nazione a portare un uomo nello spazio e a farlo ritornare sano e salvo a terra.
La via per raggiungere tale meta fu comunque notevolmente più facile per i sovietici che per gli statunitensi, infatti, gli Stati Uniti avevano subito grossi problemi e insuccessi nel corso dell'esecuzione dei loro programmi senza equipaggio; in particolar modo non disponevano di un razzo vettore con sufficiente potenza per garantire un successo per l'ambizioso progetto. Si trattò infatti di dover portare nello spazio una capsula di un certo peso e non solo modesti satelliti artificiali.
Tutto al contrario nell'Unione Sovietica che disponeva del missile intercontinentale R-7 (Semërka), un missile che poteva essere impegnato per qualsiasi uso e, in particolar modo, in grado di sviluppare un'enorme potenza di spinta. Inoltre Korolëv poté disporre dei progetti della capsula Zenit per sviluppare una capsula da equipaggiare con un uomo. Infatti i progetti per la Zenit prevedevano un diametro di 2,3 m: una grandezza sufficiente per posizionare un cosmonauta oltre ai relativi sistemi e strumenti per garantirne la sopravvivenza. Si aggiunge che all'inizio del programma Vostok gli obiettivi per le singole missioni furono più che vaghi.
All'inizio si pensò, come fra l'altro effettivamente svolto dagli americani, di effettuare semplici voli balistici impegnando un missile d'esplorazione e pertanto di non orbitare intorno alla Terra. Korolëv stesso fu una delle persone più contrarie a tali piani nonostante sapesse che ciò sarebbe stato relativamente facile da realizzare dal punto di vista tecnico, ma era consapevole che una tale missione non sarebbe stata un volo nello spazio vero e proprio, bensì un semplice volo suborbitale. Gli americani si potevano battere esclusivamente usando la formula più veloce - più alto - più lontano (almeno davanti agli occhi della pubblica opinione) e pertanto un volo che percorreva la distanza di un'orbita terrestre completa venne considerato molto più efficace per gli scopi propagandistici, in luogo di un semplice e breve balzo balistico.
Contemporaneamente a detti progetti fu sviluppato l'ultimo stadio (blocco E) per il suddetto missile R-7. Già nel 1957 era stata dimostrata l'affidabilità del R7 mediante il lancio dello Sputnik 1 per un volo nello spazio. A causa dell'aumentata portata fu comunque necessario provvedere a modificare l'ultimo stadio del missile, rendendolo in grado di portare la capsula della Vostok, del peso di più tonnellate, a un'altezza sufficientemente alta per garantire una traiettoria che consentisse di orbitare intorno alla Terra. Korolëv non si accontentò di ciò: con quest'ultimo stadio combinato al razzo R-7, che ora era dotato di tre stadi, fu possibile portare nello spazio tutti i tipi di satelliti artificiali (di qualsiasi dimensione e peso), come pure sonde lunari e per l'esplorazione dei pianeti. Il razzo R7 è tutt'oggi (anche se in forma modificata) la base per i lanci dei veicoli spaziali russi.
Nonostante ciò non si poteva lasciare inconsiderato il fattore tempo. Con la fine della fase di preparazione nell'aprile del 1958 fu chiaro che si poteva risparmiare una quantità enorme di tempo ed energia rinunciando a un sistema sofisticato d'atterraggio. Si calcolò di catapultare il cosmonauta dall'abitacolo della capsula, raggiunta una determinata altezza e, quindi, farlo atterrare mediante un paracadute, indipendentemente dalla capsula. Contemporaneamente con la fine della fase di progettazione venne immediatamente nominata una commissione per voli nello spazio equipaggiati, presieduta da Konstantin Rudnev che a sua volta fu già presidente della commissione per la tecnologia di difesa militare (GKOT), onde coordinare e centralizzare in maniera più opportuna tutti i progetti del programma Vostok. Vicepresidente della commissione venne nominato Korolëv stesso.
Il consiglio dei capi costruttori dell'Unione Sovietica deliberò a novembre del 1958 di preparare un volo nello spazio con equipaggio e di dare a tale progetto, considerato come civile, l'assoluta priorità nei confronti dei vari progetti a uso militare. Nella stessa occasione venne deciso che tale missione doveva assolutamente essere di carattere orbitale. Già agli inizi del 1959 si poté dunque cominciare con la costruzione della capsula Vostok e pertanto si era nuovamente in largo anticipo sugli americani, sia dal punto di vista organizzativo, sia per quanto riguardava il fattore tempo di realizzazione. Fattore negativo per la qualità di tutto il progetto fu l'abitudine di far correre parallelamente le fasi di costruzione e realizzazione; infatti, fu quasi del tutto impossibile eseguire test della capsula a terra, con la conseguenza di assumersi enormi rischi per guadagnare un'ulteriore vittoria di tappa nella corsa verso lo spazio. Ad ogni modo, già nell'autunno del 1959, fu possibile completare nell'impianto di produzione di Kujbyšev (oggi Samara) una cosiddetta elettrica analoga, cioè la prima capsula completa, sebbene ancora priva di scudo termico.
Con questo passo si concluse l'equipaggiamento fondamentale del programma e l'ultimo stadio sviluppato del razzo vettore, fece sì che R-7 diventasse uno dei vettori più potenti e di maggior successo, uno dei più sicuri e affidabili lanciatori tra quelli impegnati nel mondo, fatto dimostrato dalla longevità dello stesso assunto come colonna portante di tutta l'esplorazione spaziale sovietica.
Circa allo stesso momento del completamento della elettrica analoga, si iniziò con una fase intensa di test, a cui seguirono le esercitazioni d'atterraggio della capsula Vostok. Al contrario degli Stati Uniti, l'Unione Sovietica poté guadagnare parecchi mesi a causa della forma sferica della capsula: la NASA doveva ancora analizzare la reazione in volo della capsula impegnata nel programma Mercury a causa della sua forma conica, mentre era già conosciuta per velivoli sferici che volano e atterrano balisticamente. Contemporaneamente i tecnici sovietici poterono effettuare diverse simulazioni con catapulta per analizzare la sequenza di atterraggio. Infatti tale fase di missione, assieme alla fase di lancio, fu tra le più rischiose di tutto il programma. A gennaio del 1960 furono eseguiti più lanci di test del lanciatore Vostok - con una traiettoria da Bajkonur a Kamčatka - che consentirono di effettuare il rientro balistico della capsula, di collaudarne lo scudo termico e controllarne la procedura di rientro in condizioni reali. Purtroppo non esistono registrazioni esatte in riferimento al numero e all'andamento dei test eseguiti durante quelle settimane.
La capsula Vostok superò l’esame di maturità il 15 maggio 1960, quando fu lanciata una capsula semplificata Vostok priva di equipaggio (una Vostok 1P, prostjeschij: in italiano: semplice) ufficialmente denominata Korabl' 1 (nel mondo occidentale erroneamente chiamato Sputnik 4) su una traiettoria d'orbita terrestre. Il lancio riuscì alla perfezione ma la capsula non rientrò in atmosfera come previsto. Solo 2 anni e 113 giorni più tardi si spegnerà lentamente bruciando durante il suo rientro naturale in atmosfera.
Al contrario della variante in uso successivamente, la Korabl' 1 somigliava piuttosto al satellite artificiale Zenit dotato di due pannelli fotovoltaici, però privo di strumenti di sopravvivenza o di sistemi d'atterraggio. Inoltre, si dovettero constatare enormi problemi con il sistema di collegamento via radio, fatto che causò l'insoddisfazione di tutto il personale coinvolto. I tecnici avevano tentato di inviare dei messaggi via radio da terra alla capsula, nonché successivamente farli trasmettere automaticamente dalla capsula verso il centro di controllo a terra. Il 19 maggio fu eseguito il primo test dell'azionamento dei retrorazzi frenanti del tipo TDU, simulando quindi un'ulteriore fase fondamentale, ma ad alto rischio, della missione. A causa del malfunzionamento di un sensore a raggi infrarossi, Korabl' 1 si posizionò erroneamente, tanto che non venne attivata la fase di rientro, bensì la navicella spaziale venne portata su una traiettoria d'orbita più alta. Successivamente la capsula e la parte contenente i vari strumenti e sistemi di bordo, si distrusse durante la fase di rientro in atmosfera.
Il programma fu rallentato dall'incidente intercorso il 28 luglio dello stesso anno, quando una capsula completamente equipaggiata e pressoché identica alla versione successivamente utilizzata (denominata Vostok 1, 1KA) con, a bordo, i due cani Bars e Lisička, esplose circa 19 secondi dopo il lancio, schiantandosi nelle immediate vicinanze del cosmodromo.
Ovviamente tale lancio fallito non fu reso noto al pubblico, bensì si effettuò una ripetizione del lancio neanche un mese più tardi (per la precisione il 19 agosto). La capsula denominata Korabl' 2 (anche questa erroneamente considerata dal mondo occidentale come Sputnik 5) con, a bordo, i due cani Belka e Strelka, nonché da due ratti e quaranta topi, raggiunse perfettamente la traiettoria d'orbita prevista. Il 20 agosto, effettuate ben 10 orbite terrestri, avvenne l'atterraggio sicuro della capsula nei pressi della località di Orsk. Gli animali che si trovavano a bordo vennero catapultati dall'abitacolo della capsula e furono sottoposti a un'accelerazione pari a circa 10 g. Ciò nonostante sopravvissero e pertanto si poté considerare che l'insieme R-7/blocco E/Vostok avesse raggiunto l'affidabilità richiesta per un volo equipaggiato dal primo essere umano destinato a volare nello spazio. Gli americani, che ovviamente stavano spiando la rapida evoluzione sovietica, dovettero cominciare a preoccuparsi, dato che i risultati fino a tale momento raggiunti dal programma Mercury erano meno che insoddisfacenti.
Nell'agosto del 1960 furono definiti ulteriori dettagli per le successive missioni, eseguite ancora senza equipaggio. Furono, infatti, effettuate varie modifiche nel design della capsula, inserite semplificazioni e ottenuti risparmi della massa. Furono inoltre discussi e decisi diversi dettagli del sistema di salvataggio e della tuta spaziale SK-1. Un gruppo di influenti personalità dell'esplorazione spaziale sovietica (tra cui spiccano Korolëv, il responsabile delle truppe di missili strategici Mitrofan Nedelin, il vicepresidente del consiglio dei ministri Dmitrij Ustinov nonché il vicepresidente dell'accademia delle scienze dell'Unione Sovietica Mstislav Keldyš) il 19 settembre sottopose al comitato centrale del Partito Comunista dell'Unione Sovietica la proposta di spostare la data per il primo volo nello spazio equipaggiato da un essere umano per il dicembre dello stesso anno. L'approvazione di tale proposta da parte del Comitato centrale e del consiglio dei ministri seguì l'11 ottobre e diede il via libera per il primo volo nello spazio di un essere umano.
Tale approvazione comunque non fu sufficiente. Singoli sistemi e strumenti, tra i quali in prima linea bisogna evidenziare il seggiolino eiettabile (di vitale importanza), non erano ancora funzionanti in maniera sufficientemente affidabile oppure erano ancora dotati di disfunzioni tali da mettere in serio pericolo l'incolumità dei cosmonauti. Infatti, un test del seggiolino eiettabile causò la morte del probante, fatto che mise in serio dubbio che il termine di dicembre potesse effettivamente essere rispettato.
Il fatto che comunque fu decisivo per l'ulteriore spostamento del termine fu notevolmente più grave. Il 24 ottobre un missile intercontinentale del tipo R-16, allora la nuovissima invenzione dell'impianto di produzione OKB Jangel, esplose sulla rampa di lancio del cosmodromo di Bajkonur. L'inferno causò la morte di oltre 200 dipendenti, tra cui i maggiori esponenti e specialisti della tecnica spaziale, primo fra tutti il responsabile delle truppe di missili strategici, il maggiore generale Nedelin, uno dei maggiori sostenitori di tutto il programma spaziale. Non solo la sua morte, ma la perdita di tutto il personale creò un vuoto che dovette essere colmato il più in fretta possibile.
Per motivi di sicurezza venne dunque deciso di inserire due ulteriori missioni prive di equipaggio, entrambe programmate per dicembre. La prima delle due fu Korabl' 3 (ancora erroneamente chiamata Sputnik 6 da parte del mondo occidentale), lanciata il 1º dicembre. Durante questa missione vennero trasportati, fra l'altro, i due cani Pčëlka e Muška. Però il congegno propulsore TDU-1, nuovamente, non funzionò alla perfezione, pertanto, la traiettoria di rientro fu notevolmente troppo piana. Esistono due diverse versioni sul destino della capsula. La prima sostiene che la capsula atterrò dopo 17 orbite terrestri nelle acque dell'Oceano Pacifico, ma non venne mai recuperata a causa dell'incertezza sulla posizione esatta di tale ammaraggio. La seconda versione sostiene che la capsula fu distrutta da cariche esplosive onde evitare di cadere in mani straniere. Accertato rimane solo il fatto che i due cagnolini morirono e la capsula non fu mai recuperata. Inoltre tale missione fornì delle importanti certezze: in caso di una missione equipaggiata da cosmonauti, la capsula sarebbe stata in grado di atterrare anche senza l'ausilio del congegno propulsore, dato che volava su una traiettoria d'orbita ellittica e pertanto il suo rientro in atmosfera sarebbe avvenuto in maniera naturale dopo alcuni giorni di volo. Dall'altra parte ciò avrebbe significato l'incontrollabilità del luogo d'atterraggio. Infatti non venne mai preso in considerazione un atterraggio in mare dato che un rientro a terra all'estero (comunque in terra non comunista) sarebbe stato valutato come catastrofico dal punto di vista propagandistico. Si doveva quindi perfezionare il congegno propulsore TDU-1 onde superare tali difficoltà e, in particolar modo, per garantire assolutamente l'atterraggio sicuro e il veloce recupero del cosmonauta. Fu evidentemente chiaro che si dovessero attendere alcuni mesi del 1961 prima di poter lanciare il primo uomo nello spazio.
Seguì la missione Korabl' 4, anch'essa a suo modo infelice. Infatti, durante il lancio avvenuto il 22 dicembre uno dei congegni propulsori del lanciatore Vostok non bruciò per tutta la durata prevista. A causa di questa perdita di spinta, la capsula non poté raggiungere la traiettoria d'orbita prevista e, perciò, la missione dovette essere immediatamente interrotta, staccando la capsula dal razzo vettore per farla atterrare nell'est della Siberia. I due cagnolini Damka e Krasavka che si trovavano a bordo della capsula, sopravvissero all'atterraggio d'emergenza, nonostante il violento impatto a terra, ma perirono all'interno della capsula, dato che il recupero della stessa richiese oltre due giorni. A causa del fallimento la missione non venne più denominata Korabl' 4, ma Vostok 1KA-s/n 4.
L'inconveniente di questo lancio diede fondati motivi di preoccupazione, dato che il primo volo nello spazio di un essere umano doveva a ogni costo concludersi con successo. La morte di un cosmonauta sarebbe automaticamente stata la fine di tutti i successivi programmi spaziali sovietici, pertanto, per minimizzare i rischi, la capsula fu nuovamente modificata, cambiando ufficialmente denominazione: 3KA. Tra i vari interventi fu aumentato lo strato di cemento amianto dello scudo termico, inizialmente con uno spessore di 3 cm, portandolo a un totale di 13 cm. Inoltre venne ridotta la durata della prima missione, prevedendo una sola orbita (cioè un totale di circa 90 minuti) e non più 17 orbite - in pratica a una missione della durata di un giorno intero. Nel frattempo furono gli americani ad annunciare ufficialmente il loro primo volo suborbitale per il 28 aprile 1961. Da tale annuncio fu il partito stesso a premere con assoluta insistenza sulla realizzazione dei progetti prima di tale termine.
Per eseguire alcuni test finali, vennero costruiti degli appositi manichini, chiamati Space Dummies, cioè bambole della dimensione e del peso di un uomo, che avrebbero conferito al sistema Vostok il sigillo di Space Proof (provato/idoneo per lo spazio). Durante il volo di Korabl' 4, eseguito il 9 marzo 1961 e che durò circa un'ora e mezzo e che in occidente venne denominato Sputnik 9, tutto procedette come previsto e sia il cane Černuška come pure il manichino che si trovava a bordo della capsula usata per questa missione poterono essere recuperati incolumi dopo il loro atterraggio. Al lancio di Korabl' 5 eseguito il 25 marzo e conosciuto in occidente come Sputnik 10, assisterono i sei candidati per la prima missione presenti al cosmodromo di Bajkonur. In questa missione erano a bordo il cane Zvëzdoška e il manichino chiamato "Ivan Ivanovič n. 2". L'atterraggio avvenuto a circa 80 km da Iževsk riuscì da manuale.
Con questi test finali i costruttori poterono dare il loro benestare al procedere del programma e già il successivo volo, programmato per l'inizio di aprile, sarebbe stato eseguito con equipaggio umano.

## Il gruppo cosmonauti n. 1
Il fattore umano per un volo nello spazio non venne mai sottovalutato da Korelev, pertanto, sin dall'inizio del 1959, cominciò la ricerca meticolosa di candidati idonei seguendo un rigidissimo e severo processo di selezione. Diverse categorie di lavoro vennero immediatamente prese in considerazione per la selezione di futuri cosmonauti tra le quali spiccano senz'altro gli sportivi internazionali, i membri di equipaggi di sottomarini, i rocciatori, ecc. Korolëv invece puntò da sempre alla selezione di piloti di aerei da combattimento. Per una prima selezione i candidati dovettero già dimostrare un intero catalogo di parametri tra cui, particolarmente, l'età massima di 36 anni, l'altezza compresa fra 1,70 e 1,75 m e un peso tra 70 e 72 kg.
La selezione venne supportata dal reparto di medicina spaziale, reparto che fu introdotto dal comandante delle forze aeree sovietiche, Konstantin Veršinin, grande sostenitore dell'esplorazione umana dello spazio. Il reparto venne diretto dal professor Vladimir Jazdovskij. Più di tremila piloti furono vagliati accuratamente dalla "commissione per il tema n. 6" (tali denominazioni camuffate erano necessarie a causa dell'assoluta segretezza di tutto il programma spaziale sovietico), che ridusse la lista di aspiranti cosmonauti a quattrocento. Il reclutamento definitivo venne influenzato pure dalle annotazioni contenute nel fascicolo personale dei piloti, infatti, i candidati dovevano avere un "chiaro" rapporto nei confronti del partito nonché una biografia "pulita", cioè priva di alcuna possibilità di scandalo: solo personaggi con un passato indiscutibile erano ritenuti idonei per il raggiungimento degli scopi di propaganda collegati al progetto dell'allora regime sovietico.
I quattrocento piloti selezionati furono divisi in gruppi di venti e, nell'autunno del 1959, furono sottoposti a ulteriori esami medici eseguiti a Mosca. La maggior parte dovette rinunciare alla selezione per carenze di condizione fisica, tanto che il gruppo finale era stato ridotto a trenta aspiranti. Dopo ulteriori esami medici il numero venne ulteriormente ridotto a venti, gruppo che successivamente venne presentato al pubblico come primo gruppo cosmonauti della storia dell'Unione Sovietica. Sino a tale momento era rimasta segreta, anche per i selezionati, la vera ragione della loro scelta perché i responsabili non vollero correre il rischio che tramite l'ufficializzazione dei programmi volti a raggiungere risultati di successo mondiale il più presto possibile fossero stati messi in pericolo la sicurezza nazionale e il prestigio internazionale dell'Unione Sovietica.
Il 14 marzo 1960 cominciò per i venti candidati un corso di addestramento di base (corso tenuto presso l'aeroporto centrale di Mosca "M.W. Frunze"). Il piano di studio comprendeva anche un vasto addestramento teorico, puntando particolarmente alle lezioni di fisica, meccanica celeste, tecnica dei razzi e biologia - particolarmente medicina. L'addestramento fu diretto da importanti teorici di volo nello spazio, scienziati di missilistica e costruttori dell'OKB-1 (un aereo del tipo Tupolev). Nota interessante fu il fatto che fra gli istruttori si trovavano pure persone che successivamente avrebbero volato nello spazio come, per esempio, Makarov, Jelisseev e Feoktistov. L'addestramento pratico, invece, consisteva in paracadutismo, voli a bordo della MiG-15 UTI (con la quale nel 1968 Gagarin successivamente precipiterà mortalmente), voli parabolici a bordo di un Tupolev Tu-104, nonché soggiorni in camere d'isolamento, tutti test particolarmente impegnativi per il sistema nervoso.
I cosmonauti si trovavano in continua osservazione e ogni piccola imperfezione era meticolosamente protocollata e registrata dagli istruttori. Le condizioni fisiche e psichiche durante i vari allenamenti erano ulteriore causa di interminabile verbalizzazione. L'addestramento di per sé non corrispondeva ai sistemi usati attualmente, dato che mancava l'esperienza e il sapere riguardo alle condizioni in assenza di forza di gravità e quanto questo fattore potesse influenzare realmente le condizioni dell'organismo umano. Si trattò, quindi, di semplici previsioni e, con l'esperienza maturata in quei giorni, si può senz'altro sostenere che tali addestramenti non erano "conformi allo spazio".
Siccome fu previsto che il programma di esplorazione spaziale umano sarebbe stato ampliato, l'11 gennaio 1960 fu fondato, su preventiva decisione del comitato centrale del Partito Comunista dell'Unione Sovietica (PCUS), un vero e proprio centro di addestramento cosmonauti. Già nell'estate del 1960 era stata completata l'infrastruttura fondamentale a Zvëzdnyj Gorodok, a quaranta chilometri a nord-est di Mosca, pertanto, si poterono trasferire i successivi addestramenti presso tale centro (anche perché più distanti e nascosti dall'opinione pubblica). Il CPK ("Centr Podgotovki Kosmonavtov"), oggi sicuramente più conosciuto come "cittadina delle stelle" (traduzione in italiano di Zvëzdnyj Gorodok), divenne da tale momento in poi il centro di tutti i tentativi per essere al più presto in grado di eseguire il primo volo umano nello spazio. Contemporaneamente, furono intensificate le unità di addestramento onde ottenere un'ulteriore riduzione della cerchia dei probabili cosmonauti aspiranti al pilotaggio della prima missione. Il maggiore Evgenij Karpov divenne il primo direttore del CPK, mentre il generale Nikolaj Petrovič Kamanin divenne responsabile dell'addestramento dei cosmonauti grazie ai meriti acquisiti da pilota, infatti, già a quel tempo, era stato decorato del titolo onorario di Eroe dell'Unione Sovietica.
Tutti i lavori procedevano da programma, l'addestramento volgeva al termine e la navicella spaziale si trovava pronta all'impiego. Si pensava dunque di essere in grado di avviare l'era della presenza dell'uomo nello spazio già a dicembre del 1960. Così il 31 maggio fu ufficializzata la scelta di sei dei venti candidati per poter partecipare al programma Vostok. Si trattò di Jurij Gagarin, Andrijan Grigor'evič Nikolaev, Pavel Romanovič Popovič, German Stepanovič Titov, Anatolij Kartašov e Valentin Varlamov. I restanti quattordici aspiranti non furono congedati dal programma di addestramento, bensì, non poterono semplicemente partecipare all'addestramento speciale eseguito nel simulatore della Vostok, a partire da luglio. Già il 18 giugno i sei aspiranti al primo volo erano stati portati a visitare l'impianto di produzione della capsula a Kujbyšev, dove per la prima volta videro la navicella spaziale Vostok vera e propria nella sua completa maestosità. Fu l'inventore Sergej Pavlovič Korolëv che non si lasciò togliere l'occasione di poter spiegare ai presenti, personalmente, il modo di funzionare della capsula.
Nonostante sino a tale momento tutto procedesse da manuale, cominciarono diversi inconvenienti imprevisti che condizionarono il gruppo dei cosmonauti, lo modificarono in parte e pertanto scombussolarono tutte le precedenti programmazioni. In un primo momento fu Anatolij Kartašov a dover lasciare il gruppo, quando il 16 luglio gli venne diagnosticato uno strappo di un vaso sanguigno nella colonna vertebrale dopo una sessione di addestramento svoltasi in una centrifuga. Venne dunque sostituito dal pilota di aerei da combattimento Grigorij Neljubov e in un primo momento semplicemente sospeso da successivi allenamenti. Il suo congedo definitivo dal programma avvenne appena il 7 aprile 1962, quando fu evidentemente chiaro che non era più idoneo a sopportare eccessivi impegni fisici e psichici come un volo nello spazio avrebbe significato.
Il 24 luglio 1960 fu Valentin Varlamov a dover essere sostituito. Durante una giornata di tempo libero sfruttata per una gita si ferì gravemente le vertebre cervicali in seguito a un tuffo di testa, e pertanto dovette essere sostituito da Valerij Fëdorovič Bykovskij. Varlamov rimase comunque al CPK diventando istruttore per la materia di astronavigazione.
Un ulteriore pesante e assolutamente tragico incidente mortale intercorse il 23 marzo 1961 (cioè pochi giorni prima del lancio di Gagarin) in una delle camere d'isolamento del CPK. Il candidato Valentin Bondarenko, che si trovava in tale camera per un test medico della durata di 10 giorni, scagliò involontariamente un batuffolo di cotone bagnato di alcool su una piastra di riscaldamento elettrico, che prese fuoco immediatamente. A causa dell'atmosfera presente nella camera, composta di ossigeno puro, tutto ciò che era presente all'interno della camera - chiusa in maniera ermetica - cominciò a bruciare immediatamente. In un primo momento Bondarenko tentò invano di spegnere il fuoco prima di chiedere l'intervento dei soccorritori. Quando fu finalmente possibile effettuare l'adeguamento di pressione con la camera, e pertanto aprirla, Bondarenko si trovava ancora in vita, ma aveva subito ustioni talmente gravi da portarlo al decesso otto ore più tardi.
A causa della temuta perdita di prestigio dei risultati ottenuti da parte dell'Unione Sovietica nel campo dell'esplorazione spaziale sino a tale momento, tale incidente venne tenuto segreto fino al 1986. Solo pochi anni dopo intercorse un'analoga catastrofe durante dei test di lancio della missione dell'Apollo 1. Anche in tale occasione fu l'uso di ossigeno puro a bassa pressione, e l'impossibilità di poter aprire velocemente il portello d'entrata della capsula in caso di pericolo, ad avere conseguenze fatali.
Nonostante questi fatti imprevisti, in particolare l'ultimo tragico incidente condizionò notevolmente il morale degli iniziatori del programma spaziale; non venne mai preso in considerazione di fermare o addirittura cancellare del tutto i programmi ormai avviati. Simbolicamente venne conferito ai sei candidati, superati tutti gli esami il 17 e 18 gennaio il titolo di "(pilota-) cosmonauta", ma contemporaneamente venne a loro proibito di usare tale titolo in pubblico. Pure gli altri componenti del primo gruppo di selezione erano stati obbligati a mantenere l'assoluta segretezza di tutto il progetto. In fondo si trattò ancora di selezionare, tra i sei cosmonauti rimasti, chi di loro da una parte avesse ottenuto i migliori risultati durante la fase di addestramento, come pure si fosse qualificato come "sfruttabile" nella miglior maniera per i fini propagandistici del regime sovietico tramite il carattere, il carisma e la disponibilità.
Già verso la fine di marzo il generale Kamanin diede da intendere a Jurij Gagarin di poter avere le maggiori speranze di diventare il primo essere umano a volare nello spazio. Gagarin si era qualificato in tutte le discipline, ottenendo in ogni campo i migliori risultati e giudizi non meno che brillanti. Figlio di un falegname e di una contadina, rispettava gli ideali propagandistici. Inoltre, era dotato di un carattere forte ma in nessun modo arrogante (come, per esempio, fu il caso di Grigorij Neljubov, la seconda riserva del Vostok 1; egli non fu in grado di rassegnarsi mentalmente alla sua non selezione come "primo cosmonauta". Su espresso ordine e volontà di Kamanin non venne più preso in considerazione per successive missioni, oltretutto, un eccesso alcoolico nella notte del 4 maggio 1962 causò il suo licenziamento dal gruppo di cosmonauti con conseguente trasferimento punitivo nel lontano est dell'Unione Sovietica. Il 18 febbraio 1966 si tolse la vita buttandosi davanti a un treno alla stazione ferroviaria di Ippalitovka in Siberia. Il nome del cosmonauta venne radiato dagli annali dei voli nello spazio sovietico e il suo destino rimase sconosciuto per moltissimi anni).

## Le singole missioni
Durante il programma Vostok vennero eseguite sei missioni equipaggiate. Descrizioni più dettagliate si trovano negli appositi articoli.
- Vostok 1: 12 aprile 1961, Jurij Gagarin

lancio alle ore 7.07 Uhr CET, un'orbita terrestre completa. Ritorno dopo 108 minuti di volo (= 41.000 km di distanza di volo). Atterraggio nei pressi di Smelovka, 26 km a sudovest di Engels. Nomignolo per contatto radio: Кедр - Kedr (cedro)
- Vostok 2: 6 agosto 1961, German Stepanovič Titov

esecuzione di 17 orbite terrestri (= 1 giorno 1 ora e 17 minuti; 703.000 km). Prima registrazione di immagini filmiche ed esecuzione di esperimenti nelle condizioni di assenza di forza di gravità. Titov fu il primo a soffrire della malattia dello spazio, lamentando malessere e disorientamento. Durante la missione vi fu un malfunzionamento della regolazione di temperatura all'interno della capsula che causò il calare della temperatura fino a 6 °C. Atterraggio avvenuto con successo nella zona di Krasnij Kut vicino a Saratov. Nomignolo per contatto radio: Орёл - Orël (aquila)
- Vostok 3: 11 agosto 1962, Andrijan Grigor'evič Nikolaev

Grossi problemi durante la fase di lancio dato che una torre contenente appositi cavi di alimentazione non si staccò come previsto dal lanciatore, bensì, precipitò a lato solo pochi secondi prima del distacco da terra. 24 ore più tardi venne lanciato Vostok 4. Atterraggio dopo 3 giorni 22 ore e 22 minuti vicino a Karakalinsk in Kazakistan. Nomignolo per contatto radio: Сокол - Sokol (falco)
- Vostok 4: 12 agosto 1962, Pavel Romanovič Popovič

Lancio solo un giorno dopo Vostok 3. Esecuzione del primo volo in coppia della storia. Avvicinamento sino a 6,5 km, che consentì un collegamento via radio diretto. Test su importanti manovre di rendezvous, in vista di future missioni verso la Luna. Nikolaev e Popovič non rimasero agganciati alle loro sedie, ma poterono muoversi liberamente all'interno dell'abitacolo delle loro capsule spaziali, diventando i primi esseri umani a volare a causa dell'assenza di gravità. Diversamente da Titov, entrambi non soffrirono della malattia dello spazio i cui sintomi in tale periodo erano ancora del tutto sconosciuti. Atterraggio solo 7 minuti dopo Vostok 3 nei pressi di Atas, a sud di Karaganda. Nomignolo per contatto radio: Беркут - Berkut (aquila reale)
- Vostok 5: 14 giugno 1963, Valerij Fëdorovič Bykovskij

Originariamente era previsto un volo di tre capsule con Vladimir Michajlovič Komarov, Bykovskij e una donna cosmonauta, piano cancellato definitivamente il 1º aprile. Vostok 5 venne concepito quale preparazione per una successiva missione verso la Luna e pertanto venne programmata una durata di otto giorni. A causa di attività solare alquanto pericolosa, dovette essere prorogato per più volte il lancio originariamente previsto per il 12 giugno. Durante il conto alla rovescia del 14 giugno, all'improvviso, il sensore giroscopico del sistema di pilotaggio smise di funzionare correttamente, e un cavo si staccò infilandosi sotto la sedia del cosmonauta. Entrambi i problemi vennero, del tutto contro le disposizioni vigenti e solo su espresso desiderio di Bykovskij, risolti senza interrompere il conto alla rovescia. Il perigeo raggiunto sulla traiettoria d'orbita si dimostrò ben presto troppo basso per consentire una permanenza nello spazio di otto giorni. L'atterraggio avvenne il 19 giugno. Nomignolo per contatto radio: Ястреб - Jastreb (astore)
- Vostok 6: 16 giugno 1963, Valentina Tereškova

Due giorni dopo Bykovskij veniva lanciata nello spazio la ventiseienne ex-dipendente dell'industria tessile Tereškova. Durante la missione venne ripetuto il più possibile il volo di gruppo delle Vostok 3 e 4 e le due capsule che ora si trovavano nello spazio si avvicinarono fino a 5 chilometri. La versione ufficiale che Tereškova abbia sopportato l'assenza di forza di gravità senza incontrare particolari problemi viene messa in dubbio a causa di diversi racconti e rapporti di missione alquanto contraddittori. Tereškova atterrò 2 ore e mezzo prima del suo collega Bykovskij. Nomignolo per contatto radio: Чайка - Čajka (gabbiano)

## Fine del programma
Probabilmente Korolëv aveva programmato un'ulteriore missione Vostok per il 1964. Contemporaneamente, fu comunque chiaro a tutte le persone coinvolte che a causa delle ridotte possibilità tecniche che la capsula Vostok offriva si era già ampiamente raggiunto il limite per sfruttare i risultati ottenuti a scopi propagandistici dal regime sovietico. La messa in opera della progettata navicella spaziale Sojuz, erede dei risultati ottenuti da questo programma, dovette ulteriormente essere rimandata, tanto che si dovette iniziare l'elaborazione di nuovi programmi per missioni di riserva da eseguire con capsule Vostok appositamente modificate e originariamente correnti sotto la denominazione di progetto Vostok Č.
Con l'esecuzione di tali missioni si pensava, infatti, non solo di ottenere importanti esperienze nel campo della tecnica di aggancio di due veicoli spaziali ma, in particolar modo, di essere in grado di costruire e mettere in orbita la prima stazione spaziale con una massa prevista tra 15 e 25 tonnellate. Fu discussa pure la possibilità di sviluppare ulteriormente e direttamente la capsula Vostok per renderla idonea per un volo verso la Luna. I programmi per la Vostok Tsch non ebbero molto sostegno da parte dei responsabili, tanto che tutti i progetti e gli studi di fattibilità già eseguiti vennero esclusivamente utilizzati per la progettazione di programmi privi di equipaggio (ufficialmente sviluppati con il nome di Zenit), che comunque non vennero mai realizzati dato che avrebbero impegnato troppe risorse economiche e di tempo, togliendole ad altri programmi più ambiziosi.
Nel 1964 venne annunciato da parte degli Stati Uniti d'America l'inizio del programma Gemini in grado di trasportare nello spazio un equipaggio composto da due membri e di eseguire le prime manovre orbitali. Korolëv rispose a tale annuncio di sfida mediante una semplice modifica al sistema del Vostok. Togliendo infatti l'unico seggiolino eiettabile si guadagnava il posto per montare fino a tre sedili per i cosmonauti, che avrebbero volato senza le tute pressurizzate. La capsula così modificata, cioè in grado di trasportare fino a tre cosmonauti contemporaneamente, venne ufficialmente denominata capsula Voschod (sorgere del Sole). Il mondo occidentale reagì all'annuncio del nuovo programma pensando che fosse stato sviluppato un sistema completamente nuovo e rivoluzionario di navicelle spaziali. Questa fu la fine ufficiale della gloriosa era della Vostok.